# Бтемиров, Иван Хасакоевич
Иван Хасакоевич Бтемиров (1909, село Дарг-Кох, Терская область, Российская империя — 27 декабря 1990) — партийный деятель, секретарь Коста-Хетагуровского райкома ВКП(б) Северо-Осетинской АССР, Герой Социалистического Труда (1948).

## Биография
Родился 17 сентября 1909 года в крестьянской семье в селе Дарг-Кохе, Терская область. С 1928 года трудился рабочим лесхоза. Активно участвовал в деятельности местной комсомольской организации. Был принят в кандидаты ВКП(б). После службы в армии работал в колхозе «Раздзог». После окончания курсов партийного строительства был избран секретарём партийной колхозной ячейки. Был выдвинут на должность пропагандиста Ардонского райкома ВКП(б) и позднее — председателем Алагиро-Ардонского райисполкома. После административного разделения Алагиро-Ардонского района стал председателем Ардонского райисполкома.
Перед началом Великой Отечественной войны был избран первым секретарём Ардонского райкома партии. Во время оккупации Алагира возглавлял партизанский отряд численностью более ста человек. За участие в бое против оккупантов был награждён медалью «За боевые заслуги». С 1944 года — первый секретарь Коста-Хетагуровского райкома партии
.
После войны проживал в Беслане.
Руководил сельскохозяйственным производством в Коста-Хетагуровском районе. По результатам 1947 года Коста-Хетагуровский район перевыполнил план по сбору урожая кукурузы и пшеницы на 32,7 %. За высокие достижения в сельском хозяйстве, получение рекордных урожаев в Коста-Хетагуровском районе указом Президиума Верховного Совета СССР от 9 марта 1948 года удостоен звания Героя Социалистического Труда с вручением ордена Ленина и золотой медали «Серп и Молот».
С 1948 года обучался в партийной школе при Северо-Осетинском райкоме ВКП(б), по окончании которой в 1950 году был назначен первым секретарём Правобережного райкома партии. Позднее занимал должность председателя исполкома райсовета.
Награда Ивана Бтемирова, Память народа
С 1956 года возглавлял колхоз имени Горького Правобережного района, позднее — директор пенькозавода. В течение девяти лет был директором маслосырзавода.
В 1970 году вышел на пенсию. Скончался в 1990 году.
Награды
- Герой Социалистического Труда (9.03.1948).
- Орден Ленина (9.03.1948).
- Орден Отечественной войны II степени (1.08.1986)
- Медаль «За оборону Кавказа»
- Медаль «За боевые заслуги» (13.03.1943)